# Tracey Adams

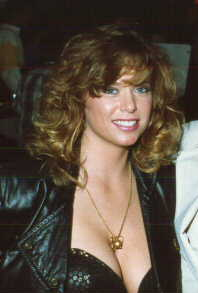
Tracey Adams (2006)

Tracey Adams (* 7. Juni 1959 in Severna Park, Maryland, USA als Debra Blaisdell) ist eine US-amerikanische Schauspielerin und ehemalige Pornodarstellerin, die auch unter den Namen Tracy Adams, Deborah Blaisdell und Debbie Blaisdell bekannt ist. In den 1980er und 90er Jahren spielte sie in mehr als dreihundert Pornofilmen mit. Sie war auch als Regisseurin tätig und hatte einige Auftritte in Spielfilmen.

## Leben
Adams arbeitete ursprünglich als Radiomoderatorin, begann dann 1983 mit der Schauspielerei. Nach einigen Oben-Ohne-Rollen in B-Movies wie The Lost Empire (1984) spielte sie 1985 in ihrem ersten Pornofilm Make My Night mit, bei dem sie auch auf dem Cover abgebildet war. Neben ihrer Tätigkeit als Pornodarstellerin übernahm sie unter dem Namen Deborah Blaisdell gelegentlich auch einige Rollen außerhalb der Pornoindustrie, wie in der Komödie Wimps. (1986), Außerdem war sie Gaststar in einigen italienischen Fernsehserien.
Nach einer zweijährigen Auszeit von der Pornofilmbranche folgte 1994 ein Comeback mit Starbangers 4. Obwohl sie seit 1992 nicht mehr regelmäßig Pornofilme drehte, übernahm sie gelegentlich Rollen bis ins Jahr 1999, in welchem sie ihre Karriere im Pornogeschäft endgültig beendete.
Mit ihrer ersten Sexszene zusammen mit Peter North in dem Film Pretty Peaches 2 (1987) gewann sie den Preis für die beste Sexszene des Jahres.
Tracey Adams lebt mit ihrer Lebensgefährtin in West Los Angeles, nachdem sie eine langjährige Beziehung mit der Pornodarstellerin Amber Lynn hatte, die 1999 endete.

## Gerichtsverfahren 1987
Tracey Adams sagte im April 1987 im San Fernando Municipal Court als Zeugin in einem Gerichtsverfahren gegen zwei Männer aus, die wegen der Produktion von Pornofilmen der Zuhälterei angeklagt wurden. Zu dieser Zeit nutzten die Strafverfolgungsbehörden die Gesetze gegen Zuhälterei, um die Pornoindustrie unter Druck zu setzen. Sie argumentierten hierzu, dass die Darstellerinnen der Prostitution nachgingen und es für den Tatbestand der Zuhälterei irrelevant sei, dass deren Handlungen dabei gefilmt wurden. Die meisten Darsteller sagten hingegen, dass sie sich selbst nicht als Prostituierte, sondern als Schauspieler betrachteten und Geschlechtsverkehr lediglich Teil der filmischen Handlung gewesen sei. Tracey Adams sagte aus, dass sie für ihre Arbeit als Schauspielerin, nicht aber für die Durchführung von Geschlechtsverkehr bezahlt wurde: „I was paid to perform, but not paid to have sex.“
Die Darsteller wurden von dem Unternehmen Cinderella Distributors engagiert, welches von Charles Brickman und Thomas Ingalls betrieben wurde, die beide wegen Zuhälterei angeklagt waren. Die Anklage gegen Brickman wurde später fallen gelassen, der sich bereit erklärt hatte, als Zeuge gegen Ingalls auszusagen, da er ansonsten mit einer Gefängnisstrafe zwischen drei und dreizehn Jahren hätte rechnen müssen.
Tracey Adams und fünf weitere Darsteller, darunter Stacey Donovan, Taija Rae und Steve Drake, bezeugten, dass sie dafür bezahlt wurden, am 18. Juni 1986 ein Haus in Sand Canyon aufzusuchen und dort vor der Kamera sexuelle Handlungen durchzuführen. Das Filmmaterial war zur Verwendung in einem Film vorgesehen, der unter dem Namen Love Potion oder Squeeze Play hätte veröffentlicht werden sollen, und wurde bei einer Hausdurchsuchung am Ende des Drehtages beschlagnahmt. Adams und die anderen Darsteller bezeugten weiter, dass Ingalls während der Dreharbeiten als Kameramann fungierte und sie anschließend in bar bezahlt wurden. Gemäß ihrer Zeugenaussagen lagen die Tagesgagen zwischen 300 $ für Steve Drake und 1000 $ für Stacey Donovan. Donovan bezeichnete sich selbst als Informantin der Strafverfolgungsbehörden und sagte aus, dass sie nie eine Schauspielerin hatte sein wollen, nur des Geldes wegen an Pornofilmen mitgewirkt hatte und auch nicht weiter als Pornodarstellerin auftreten wolle.

## Auffassungen und Pressestimmen
Tracey Adams sagte, sie behalte ihre innere Ruhe, indem sie ihre Interessen vertritt.
Ihre Einstellungen lassen sich an verschiedenen Zitaten erkennen:

„Ich drehe nur eine Sexszene pro Tag. Ich will nicht wund oder erschöpft sein. Ich bestehe darauf, dass meine Partner gesund und sauber sind. Wenn man das klar sagt, dann werden die Produzenten die Bedingungen akzeptieren. Sie sind nicht gefühllos, sondern einfach nur beschäftigt.“

„Ich nehme meine Arbeit ernst und bevorzuge Sexszenen, die sich daraus ergeben, dass zwei Personen sich von einander angezogen fühlen. Ich stelle nicht gerne kalten, gefühllosen Sex dar. Am liebsten mit nur einer Person, bevorzugt einem Mann.“

„Ich wurde nicht bekannt für meinen sexuellen Wagemut. Ich blieb auf dem schmalen Pfad des Blümchensex. Ich wurde bekannt für mein schauspielerisches Können.“

In der Tat wurde ihr schauspielerisches Können gelobt:

„Tracey kann Rollen übernehmen, an die sich wenige Pornodarstellerinnen herantrauen: sie überzeugt als gebildete und kultivierte Frau; sie kann eine erfolgreiche Autorin spielen wie in "Lust on the Orient Express"; eine reiche Dame der Gesellschaft wie in "Sins of the Wealthy 2"; eine indische Prinzessin wie in "Soft, Warm Rain"; Mutter eines Jungen im Collegealter wie in "2002: A Sex Odyssey"; eine aalglatte Hure wie in "Jacqueline"; selbst eine Göttin der Liebe.“

(Adam Film World 1/87)
Im Februar 1991 porträtierte die Los Angeles Times Tracey Adams in einem Artikel über die Pornoindustrie ausführlich. Im Interview gab sie zu Protokoll, dass die Tagesgagen der Darsteller über vier Jahre hinweg kontinuierlich gefallen seien – von etwa $1000 auf etwa $100 pro Tag.

„"Ich habe kein Problem damit, vor der Kamera Sex darzustellen", sagt sie, "Ich bin nicht der Meinung, etwas Falsches zu tun." Bei der Arbeit ist sie weder vor Leidenschaft entbrannt noch zögerlich. […] "Es ist eine Arbeit, die ich erledige. Ich denke dabei 'Ich habe vergessen, Fingernägel anzulegen', oder 'Es ist Zeit, neue Unterwäsche zu kaufen'. Ich denke an die Figur, die ich verkörpere. Ich denke logistisch." Adams hält sich noch immer nicht für eine Berühmtheit. "Sie nennen uns Pornoqueens", sagt Adams verächtlich, "Ich hasse diese Bezeichnung. Pornographie ist das, was ich mache, nicht das, was ich bin". […] Obwohl sie eine Freidenkerin ist, ist Adams alles andere als die unkonventionelle Sexathletin, die ihre Fans sich gerne vorstellen. Sie macht sich Sorgen über Kriminalität und Überbevölkerung und trinkt zwei Wodkas pro Abend, um besser einzuschlafen. Sie unterstützt finanziell zwei armutsgeplagte Kinder im Ausland. Ihr gemieteter Bungalow in West Los Angeles könnte ebensogut das Heim einer ängstlichen, PBS-sehenden mittleren Managerin sein, mit Ausnahme des Katalogs ihrer Sexfilme, den sie hinter einem Holzbrett im obersten Regalfach des Hinterzimmers versteckt.“

(Los Angeles Times)

## Auszeichnungen
- AVN Award Best Couples Sex Scene – Video mit Joey Silvera (Made In Germany, 1988)[8]
- XRCO Award Best Copulation Scene – mit Peter North (Pretty Peaches 2, 1988)[9]
- AVN Award Best Tease Performance (Adventures of Buttman, 1990)[10]
- Aufnahme in die AVN Hall of Fame (1995)[11]
- Aufnahme in die XRCO Hall of Fame (2000)[12]

## Filmografie
- 1984: Limited Edition 34
- 1985: 2002 : A Sex Odyssey
- 1985: Backdoor Club
- 1985: Campus Cuties
- 1985: Cherry Tricks
- 1985: Eaten Alive
- 1985: Late After Dark
- 1985: Make My Night
- 1985: Marina Heat
- 1985: Revenge by Lust
- 1985–1986: Swedish Erotica 67, 70
- 1986: 69 Minutes Evening News 1
- 1986: Dirty Dreams
- 1986: Getting Ready
- 1986: Hot Seat
- 1986: Lover’s Lane
- 1986: Mouth Watering
- 1986: Nudes at Eleven 1
- 1986: Peeping Tom
- 1986: Rears
- 1986: Tracy Takes Paris
- 1986: Wet Dreams 2001
- 1987: Bad Sex
- 1987: Carne bollente
- 1987: Made in Germany
- 1987: Night Games
- 1987: Pretty Peaches 2
- 1987: Soft Warm Rain
- 1988: Bimbo Cheerleaders From Outer Space
- 1988: English Girls Do
- 1988: Great Sex Contest
- 1988: I Cream of Genie
- 1988: Il vizio preferito di mia moglie
- 1988: Samantha and the Deep Throat Girls
- 1988: Sex Sluts in the Slammer
- 1988: Fatal Seduction
- 1988: Leave It to Cleavage 1
- 1989: Deep Throat 3
- 1989: Femmine Bizzarre
- 1989: Gang Bangs 2
- 1989: Girls of Double D 7, 9
- 1989: Girl World 3
- 1989: Girls Who Dig Girls 9, 16, 18, 19, 20
- 1989: Girls Who Love Girls 8, 16, 17
- 1989: Girls with Big Asses
- 1989: Big Thrill
- 1989: Busted
- 1989: Hawaii Vice 6
- 1989: Lips on Lips
- 1989: Talk Dirty to Me 7
- 1990: Aussie Exchange Girls
- 1990: Big Melons 28, 31
- 1990: Boobs Butts and Bloopers 2
- 1990: Legal Tender
- 1990: Naughty Nineties
- 1990: Pussy Jobs
- 1990: Eternity
- 1991: Buttman's Big Tit Adventure 1
- 1991: Chicks: No Dicks
- 1992–1993: Big Bust Babes 8, 13
- 1992: D-Cup Dating Service
- 1992–1993: Double D Dykes 2, 9
- 1993: Eat Em And Smile
- 1993: New Sex City
- 1993: Nikki's Nightlife
- 1993: Jet Stream
- 1993: Squirt 1 – Cumming of Sarah Jane
- 1993: Starbangers 4
- 1993: Titillation
- 1993: Too Hot To Touch 2
- 1993: Toppers 13, 14, 16, 21, 22
- 1994: Big Bust Babes 20
- 1994: Big-titted Tarts
- 1994: Gazongas 3
- 1994: Toppers 11
- 1996: Vivid's Bloopers And Boners
- 1999: High Heeled Dreams
- 2007: Swedish Erotica 73, 84, 96, 97

Spielfilme:
- 1984: The Lost Empire[3]
- 1986: Wimps[4]
- 1987: Student Affairs[13]
- 1989: Enrapture[14]
- 1990: Sextravaganza (As The Spirit Moves You)